# 田口良一
田口 良一（たぐち りょういち、1986年12月1日 - ）は、日本の元プロボクサー。東京都大田区出身。ワタナベボクシングジム所属。元WBAスーパー・IBF世界ライトフライ級統一王者。

## 来歴
いじめられっ子で、強くなりたかった事から、大田区立大森第七中学校3年の秋頃、地元の大田区体育館（現・大田区総合体育館）のボクシング教室に通いはじめ、芝商業高校1年の時に横浜光ボクシングジムに通うも、遊びを優先してすぐやめてしまう。高校卒業直後にワタナベジムに入門し本格的にスタート。2006年7月19日、後楽園ホールにて瀬尾智宏（川島）を初回TKOで降しデビュー。
2007年東日本ライトフライ級新人王として、西軍代表中澤翔（大鵬）を判定で退け全日本新人王獲得。
2009年8月1日、後楽園ホールで瀬川正義（横浜光）と対戦し、プロ初黒星となる0-3（74-78、75-77、76-77）の判定負けを喫した。
2009年12月28日、後楽園ホールで 田中教仁（ドリーム）とノンタイトル6回戦を行い、2回にクリンチの離れ際の田中の加撃で田口がダウンし、田中に減点1が言い渡され、1分間のインターバル後も田口のダメージは深く試合続行不可能と判断され2回2分58秒失格勝ちを収めた。
2011年、最強後楽園にエントリー。準決勝で日本ランカーの久田哲也（ハラダ）を判定で降し、決勝まで進み木村悠（帝拳）を6回TKOで倒し優勝。黒田雅之（川崎新田）が持つ日本ライトフライ級王座挑戦権を獲得。
2012年3月12日、後楽園ホールで日本ライトフライ級王者黒田雅之と対戦し、10回1-1（95-96、96-95、95-95）の判定で引き分けに終わり、王座獲得に失敗した。
2012年7月16日、ウイング・ハット春日部でペッダム・ロンリエンキーララムパン（タイ）と対戦し、初回1分58秒KO勝ちを収めた。ペッダムに体重超過があった為、ペッダムはJBCから1年間の招へい禁止となった。
2013年4月3日、黒田雅之の王座返上に伴い知念勇樹（琉球）と日本ライトフライ級王座決定戦を行い、10回3-0（99-91、98-92、97-93）の判定勝ちを収め王座獲得に成功した。試合後は井上尚弥（大橋）との対戦を希望した。
2013年8月25日、スカイアリーナ座間で井上尚弥と対戦し、10回0-3（92-98、93-98、94-97）の判定負けを喫し日本王座の初防衛に失敗、王座から陥落した。
2013年12月31日、大田区総合体育館でライアン・ビト（UNITED）と49.5kg契約8回戦を行い、ボディブローを軸に攻撃し、試合を優位に進め、8回3-0（78-74、78-74、78-75）の判定勝ちを収め再起に成功した。
2014年7月5日、後楽園ホールで元IBF世界ミニマム級王者のフローレンテ・コンデスと対戦し、2回にダウンを奪われるも、的確にパンチを当てポイントを稼ぎ、8回3-0（77-74、77-75、76-75）の判定勝ちを収めた。
2014年12月31日、大田区総合体育館でWBA世界ライトフライ級王者アルベルト・ロッセルと対戦し、序盤から攻勢に出た田口を前にロッセルは老獪さを見せたが、8回と9回にダウンを奪い田口のKO奪取の期待が高まるもロッセルに12回終了まで凌がれKO奪取こそ逸したが、12回3-0（116-111、116-110、117-109）の判定勝ちを収め王座獲得に成功した。
2015年5月6日、大田区総合体育館で元WBA世界ミニマム級王者でWBA世界ライトフライ級14位のクワンタイ・シッモーセンと対戦し、8回36秒TKO勝ちを収めWBA王座の初防衛に成功した。
2015年12月31日、大田区総合体育館でWBA世界ライトフライ級7位のルイス・デ・ラ・ロサと対戦し、デ・ラ・ロサが9回終了時に棄権した為、WBA王座の2度目の防衛に成功した。
2016年4月27日、大田区総合体育館で元WBA世界ミニマム級暫定王者でWBA世界ライトフライ級7位のファン・ランダエタと対戦し、9回に2度、10回に1度、11回に2度の計5度のダウンを奪い11回終了時にランダエタが棄権した為、WBA王座の3度目の防衛に成功した。
2016年8月31日、大田区総合体育館で元WBA世界ミニマム級王者でWBA世界ライトフライ級1位の宮崎亮と対戦し、12回3-0（116-112、117-111、119-109）の判定勝ちを収め、WBA王座の4度目の防衛に成功した。9月15日、WBAは田口を2016年8月度の月間優秀選手賞に選出した。
2016年12月31日、大田区総合体育館でWBA世界ライトフライ級3位のカルロス・カニサレスと対戦し、12回1-1（116-112、112-116、114-114）の判定で引き分けたが、WBA王座の5度目の防衛に成功した。
2017年7月23日、大田区総合体育館でWBA世界ライトフライ級1位の指名挑戦者ロベルト・バレラと対戦し、9回24秒TKO勝ちを収め、WBA王座の6度目の防衛に成功した。8月19日、WBAは田口を2017年7月度の月間MVPに選出した。
2017年12月31日、大田区総合体育館でIBF世界ライトフライ級王者ミラン・メリンドと王座統一戦を行い、12回3-0（117-111、117-111、116-112）の判定勝ちを収め王座統一に成功、WBA・WBC世界ミニマム級の井岡一翔に次いで日本人男子2人目となる世界王者同士の統一戦勝利を果たし、WBA王座の7度目の防衛と共にIBF王座の獲得に成功した。またこの勝利により田口はリングマガジン認定王座を獲得した。同日、WBAは田口を2017年12月度の月間MVPに選出した。
2018年5月20日、大田区総合体育館で元WBA世界ミニマム級スーパー王者でIBF世界ライトフライ級6位のヘッキー・ブドラーと対戦し、12回0-3（113-114、113-114、113-114）の判定負けを喫しWBA王座の8度目の防衛に失敗、IBF王座の初防衛にも失敗し王座から陥落した。
2019年3月16日、岐阜メモリアルセンターで愛ドームでライトフライ級王者時代に統一戦が期待されていたWBO世界フライ級王者の田中恒成に挑戦し、12回0-3（111-117、111-117、109-119）で判定負けを喫し、王座獲得とはならなかった。同年11月20日、会見を開き現役引退を表明した。会見において田口は、印象に残る試合として井上や田中との一戦などを挙げ、特に井上戦については「あの試合があったから世界チャンピオンになれた。あれ以降、（対戦相手が）井上選手より強くはないだろうと思えたし、自分の“後ろ盾”になってくれた。逃げずに戦って良かったと感じています」と話した。将来の目標としてはボクジングジムの経営と語っている。
2019年12月10日、後楽園ホールで引退式が行われた。式では、ジムの先輩で元WBA世界スーパーフェザー級スーパー王者の内山高志と引退スパーリングを披露した。引退セレモニーではラーメン好きということにちなみ、ラーメン１年分が贈呈された。そして、最後に10カウントゴングが打ち鳴らされ、13年に及んだ現役生活に別れを告げた。

## 人物
- 大田区立大森第七中学校の同級生に「SEKAI NO OWARI」ピアノのSaoriがいる[48]。

- KAT-TUNの上田竜也と親交があり、田口は入場曲に上田のソロ曲「ART OF　LIFE」を使用していた[49]が、メリンド戦以降はEUROPEの "The Final Countdown"を使用している。

- 井上尚弥と唯一、フルラウンド戦った日本人である。

## 戦績
- アマチュアボクシング：2戦 2勝 (2KO・RSC)  無敗
- プロボクシング：33戦 27勝 (12KO) 4敗 2分

| 戦           | 日付           | 勝敗 | 時間     | 内容    | 対戦相手                           | 国籍             | 備考                                                                      |
| ------------ | -------------- | ---- | -------- | ------- | ---------------------------------- | ---------------- | ------------------------------------------------------------------------- |
| 1            | 2006年7月19日  | ☆    | 1R 2:52  | TKO     | 瀬尾智宏（川島）                   | 日本             | プロデビュー戦                                                            |
| 2            | 2006年9月27日  | ☆    | 3R 1:40  | TKO     | 紺谷陽広（協栄カヌマ）             | 日本             |                                                                           |
| 3            | 2006年12月11日 | ☆    | 4R       | 判定3-0 | 鬼ヶ島竜（三谷大和）               | 日本             |                                                                           |
| 4            | 2007年6月6日   | ☆    | 4R       | 判定3-0 | 平野太誠（館山牛若丸原田）         | 日本             |                                                                           |
| 5            | 2007年9月27日  | ☆    | 4R       | 判定3-0 | 大城和樹（白井・具志堅）           | 日本             |                                                                           |
| 6            | 2007年11月4日  | ☆    | 4R       | 判定3-0 | 高島昌良（横浜光）                 | 日本             | 第64回東日本ライトフライ級新人王/獲得                                     |
| 7            | 2007年12月22日 | ☆    | 5R       | 判定3-0 | 中澤翔（大鵬）                     | 日本             | 第54回全日本ライトフライ級新人王/獲得                                     |
| 8            | 2008年3月27日  | ☆    | 6R       | 判定3-0 | 須江伸太郎（シシド）               | 日本             |                                                                           |
| 9            | 2009年2月7日   | ☆    | 2R 1:27  | KO      | サンサクダ・ポータサナポン         | タイ             |                                                                           |
| 10           | 2009年8月1日   | ★    | 8R       | 判定0-3 | 瀬川正義（横浜光）                 | 日本             |                                                                           |
| 11           | 2009年12月28日 | ☆    | 2R       | 失格    | 田中教仁（ドリーム）               | 日本             |                                                                           |
| 12           | 2010年4月11日  | ☆    | 8R       | 判定3-0 | 中澤翔（大鵬）                     | 日本             |                                                                           |
| 13           | 2010年7月28日  | ☆    | 6R 2:30  | TKO     | 平川聖也（斎田）                   | 日本             |                                                                           |
| 14           | 2010年10月1日  | ☆    | 7R 2:59  | TKO     | 大内淳雅（角海老宝石）             | 日本             |                                                                           |
| 15           | 2011年1月28日  | ☆    | 8R 1:47  | TKO     | 沼田慶一（E&Jカシアス）            | 日本             |                                                                           |
| 16           | 2011年7月5日   | ☆    | 6R       | 判定3-0 | 久田哲也（ハラダ）                 | 日本             | 2011最強後楽園ライトフライ級トーナメント準決勝/決勝進出                   |
| 17           | 2011年10月15日 | ☆    | 6R 0:23  | TKO     | 木村悠（帝拳）                     | 日本             | 2011最強後楽園ライトフライ級トーナメント決勝/優勝                         |
| 18           | 2012年3月12日  | △    | 10R      | 判定1-1 | 黒田雅之（川崎新田）               | 日本             | 日本ライトフライ級タイトルマッチ                                          |
| 19           | 2012年7月16日  | ☆    | 1R 1:58  | KO      | ペッダム・ロンリエンキーララムパン | タイ             |                                                                           |
| 20           | 2013年4月3日   | ☆    | 10R      | 判定3-0 | 知念勇樹（琉球）                   | 日本             | 日本ライトフライ級王座決定戦                                              |
| 21           | 2013年8月25日  | ★    | 10R      | 判定0-3 | 井上尚弥（大橋）                   | 日本             | 日本王座陥落                                                              |
| 22           | 2013年12月31日 | ☆    | 8R       | 判定3-0 | ライアン・ビト（UNITED）           | フィリピン       |                                                                           |
| 23           | 2014年7月5日   | ☆    | 8R       | 判定3-0 | フローレンテ・コンデス             | フィリピン       |                                                                           |
| 24           | 2014年12月31日 | ☆    | 12R      | 判定3-0 | アルベルト・ロッセル               | ペルー           | WBA世界ライトフライ級タイトルマッチ                                       |
| 25           | 2015年5月6日   | ☆    | 8R 0:36  | TKO     | クワンタイ・シッモーセン           | タイ             | WBA防衛1                                                                  |
| 26           | 2015年12月31日 | ☆    | 9R 終了  | TKO     | ルイス・デ・ラ・ロサ               | コロンビア       | WBA防衛2                                                                  |
| 27           | 2016年4月27日  | ☆    | 11R 終了 | TKO     | ファン・ランダエタ（カシミ）       | ベネズエラ       | WBA防衛3                                                                  |
| 28           | 2016年8月31日  | ☆    | 12R      | 判定3-0 | 宮崎亮（井岡）                     | 日本             | WBA防衛4                                                                  |
| 29           | 2016年12月31日 | △    | 12R      | 判定1-1 | カルロス・カニサレス               | ベネズエラ       | WBA防衛5                                                                  |
| 30           | 2017年7月23日  | ☆    | 9R 0:24  | TKO     | ロベルト・バレラ                   | コロンビア       | WBA防衛6                                                                  |
| 31           | 2017年12月31日 | ☆    | 12R      | 判定3-0 | ミラン・メリンド                   | フィリピン       | WBA・IBF世界ライトフライ級王座統一戦 WBA防衛7 IBF・リングマガジン王座獲得 |
| 32           | 2018年5月20日  | ★    | 12R      | 判定0-3 | ヘッキー・ブドラー                 | 南アフリカ共和国 | WBA・IBF陥落                                                              |
| 33           | 2019年3月16日  | ★    | 12R      | 判定0-3 | 田中恒成（畑中）                   | 日本             | WBO世界フライ級タイトルマッチ                                             |
| テンプレート |                |      |          |         |                                    |                  |                                                                           |

## 獲得タイトル
- 第64回東日本ライトフライ級新人王
- 第57回全日本ライトフライ級新人王
- 第35代日本ライトフライ級王座（防衛0）
- WBA世界ライトフライ級王座（防衛7=スーパー王座に認定）
- WBA世界ライトフライ級スーパー王座（防衛0）
- IBF世界ライトフライ級王座（防衛0）
- リングマガジン世界ライトフライ級王座

## 受賞歴
- プロ・アマチュア年間表彰
  - 2014年プロボクシング部門 努力賞
  - 2015年プロボクシング部門 努力賞
  - 2016年プロボクシング部門 優秀選手賞
  - 2017年プロボクシング部門 殊勲賞・年間最高試合賞（2017年12月31日 WBA・IBF世界ライトフライ級王座統一戦 田口良一 vs. ミラン・メリンド）
- WBA 2016年8月度月間優秀選手賞
- WBA 2017年7月度月間MVP
- WBA 2017年12月度月間MVP

## 受賞
- プロ・アマチュア年間表彰
  - 2019年プロボクシング部門 特別賞[50]

## 出演

### テレビ番組
- みらいのつくりかた 【ボクシング・田口良一】（2017年7月20日、テレビ東京）
- バース・デイ「いじめられっ子から世界王者へ ボクシング・田口良一」（2018年5月19日、TBS）